# 찰디란 전투
찰디란 또는 찰도란(페르시아어: چالدران, 튀르키예어: Çaldıran 찰드란[*]) 전투는 1514년 8월 23일에 오스만 제국과 사파비 제국 사이에서 발생한 전투이다. 이 전투는 오스만 제국의 승리로 끝이 났는데, 그 결과 오스만측은 아나톨리아 동부와 이라크 북부의 통치권을 즉시 얻을 수 있었다. 그러나 이 전투는 양대 이슬람계 제국 사이에서 41년에 이르는 파괴적인 전쟁이 시작되었음을 알리는 전주곡에 지나지 않았다. 이 전쟁은 1555년의 아마시아 조약으로 끝이 났다. 오스만이 승기를 잡았던 반면 사파비조는 많은 것을 잃었다. 사파비조는 아제르바이잔, 루리스탄, 케르만샤 지역 등 시아파가 주류였던 페르시아의 대도시권역을 잃었으나, 곧 탈환할 수 있었다. 그러나 아나톨리아 동부와 이라크 지역의 상실은 영구적이었다.
찰디란에서 오스만 제국의 군대는 6만에서 20만 명 사이였던 것으로 추측되며, 상대적으로 장비가 더 좋았다. 사파비 제국의 군대는 약 4만 명 가량이었다. 이스마일 1세는 전투에서 상처를 입고 포로가 될뻔했고, 전투 이후에는 모든 권력을 내려놓고 궁정에 틀어박혔다. 또, 이스마일의 아내들 중 2명이 셀림 1세의 포로가 되었는데, 그 중 한 사람은 후일 이스마일의 뒤를 잇는 타흐마스프 1세의 어머니인 타즐루 하눔이다. 타즐루 하눔은 셀림 휘하의 귀족에게 선물되었다.
이 전투는 시아파 키질바시의 무르시드가 무적이 아니라는 사실을 알렸다는 점, 오스만 제국과 사파비 제국 사이의 국경이 완전히 결정났다는 점, 쿠르드 수령들이 그들의 권리를 주장하고 사파비 제국과 오스만 제국의 사이에서 충성의 대상을 바꾸기 시작했기 때문에 세계사적 중요성을 가진다.

## 배경
오스만 제국 초기부터 중앙 아나톨리아의 투르크만 유목민들은 오스만 제국의 중앙 집권적 통치에 반발해 시리아나 페르시아로 도망치거나 경쟁자인 카라만 왕조의 보호 하에 들어가 오스만 제국에 끝없이 대항했다. 각자의 베이의 휘하에서 살아가는 부족들에게 오스만조의 통치는 억압과 폭정으로만 느껴졌다. 부족들이 인구 조사에 나선 오스만조의 관리를 공격한 사례는 적지 않다. 게다가 이 투르크만 부족들은 순니파 이슬람과 샤리아에 적대적인 수피 종파들에 광신적인 믿음을 보였다. 이들은 붉은 모자로 자신들을 타자들과 구분하여 키질바시라 불리었다.
15세기 초반부터 키질바시들은 사파비 종단에 충성을 바쳤다. 이들은 사파비 종단 셰이흐의 휘하에서 가지로서 트레비존드의 그리스인, 조지아인들과 싸웠다. 1501년에 즉위한 이스마일 1세는 1502년과 1507년에 두 차례 오스만 제국의 영토를 침공했다. 1511년에는 아나톨리아 남부에 살던 키질바시들이 친 사파비적 반란을 일으켰다. 당시 오스만 제국의 술탄이었던 바예지드 2세는 아들과 달리 이를 감내하고서도 평화를 유지하려 애썼다.
셀림 1세가 형제들과의 경쟁 속에서 오스만 제국의 왕좌를 차지한 뒤에야 오스만 제국은 시아파 키질바시들이 일으킨 내부 분란에 집중할 수 있었다. 키질바시 집단은 셀림 1세의 형제를 지지했고, 바예지드 2세의 반쯤은 공식적인 지지를 받았다. 셀림 1세는 이제 키질바시가 민중을 선동해 이스마일 1세를 지지할까 두려워했다. 게다가 이스마일의 지지자들 중 몇몇은 그가 성사의 후손이라고 믿었다. 셀림은 법관들에게서 이스마일과 키질바시들이 “불신자이자 이단”이기 때문에 동부 지역의 평화를 위해 극단적인 수단을 사용해도 좋다는 보증을 얻었다. 이에 대한 대응으로 이스마일 샤는 셀림 술탄이 종교와 무슬림 동포들에게 적대적이고, 음란한 통치를 하며, 무고한 피를 너무 많이 흘렸다고 비난했다. 또, 이스마일은 셀림에게 사신을 보내 아나톨리아의 주민 대다수가 이스마일의 조상을 추종했음과 티무르의 경우를 상기하라고 경고했다.
셀림의 즉위 초반에 그의 형제 아흐마드의 아들 무라드가 이스마일의 지원을 얻어 오스만 제국을 침략했다. 이에 대한 대응으로 셀림은 키질바시로 의심되는 사람 40,000 명을 추방하거나 처형하였다. 셀림은 즉위 이후 2년 동안 오스만 왕조의 다른 왕위 계승권자들을 모두 죽였다. 그리고 난 뒤에는 유럽의 이웃 국가들과 평화협정을 맺어 양면에서 전쟁을 할 위험을 없앴다. 1514년 봄, 셀림은 페르시아와의 모든 비단 교역을 금지했다. 2월 28일, 마침내 셀림은 출정했고, 6월 13일 국경 지대에 도착했다. 이 시점에 셀림 휘하의 군대는 140,000 명이었으나, 셀림은 100,000 명만 데리고 국경을 넘었다. 셀림이 40,000 명을 남기고 간 것에 대해서는 보급 문제 때문이라는 기록과 후방의 안정을 위함이라는 기록 모두가 존재한다. 보급 문제라는 기록에 따르면, 남겨진 군대는 에르진잔에서 바다를 통해 보급품이 올때까지 기다렸다.
셀림이 동진이 시작했을 시점에 사파비 제국은 동방에서 우즈베크족 국가의 침공도 받고 있었다. 이스마일은 양면에서 전쟁을 치르는 위험을 피하기 위해 셀림이 있는 서부 전선에 대한 초토화 작전을 실행했다. 이스마일은 오스만 군대를 사막으로 둘러싸인 황폐한 산악 지대로 유인했다. 이스마일은 이렇게 하면 오스만 제국 내부의 투르크만 키질바시와 셀림에 대해 불만을 가진 아나톨리아의 총독들이 그 자신에게 올 것이라고 생각했다.
아나톨리아 동부와 캅카스 지방의 영역은 그리 부유하지 못 했으며, 상대적으로 가볍게 무장한 이스마일의 군대가 초토화 작전을 시행했기 때문에 셀림의 군대는 불만이 많았다. 게다가 무슬림을 상대로 진군한다는 점도 군대에 불만을 일으켰다. 원정 자체를 반대했던 예니체리는 셀림에게 “어디에서도 적을 볼 수 없습니다, 헌데 왜 저희는 이와 같은 황량한 땅을 떠돌아다녀야 합니까?”라고 말했다. 심지어 예니체리는 불만을 표시하기 위해 술탄의 천막에 머스킷을 발사하기까지 했다. 셀림이 사파비의 군대가 찰디란에 포진 중이라는 정보를 얻는 즉시 이동해 군대의 불만을 이스마일에게 향하게 했다. 오스만 군대 내부의 이스마일 추종자가 나타나기 두려웠던 점도 있었다.

## 전투

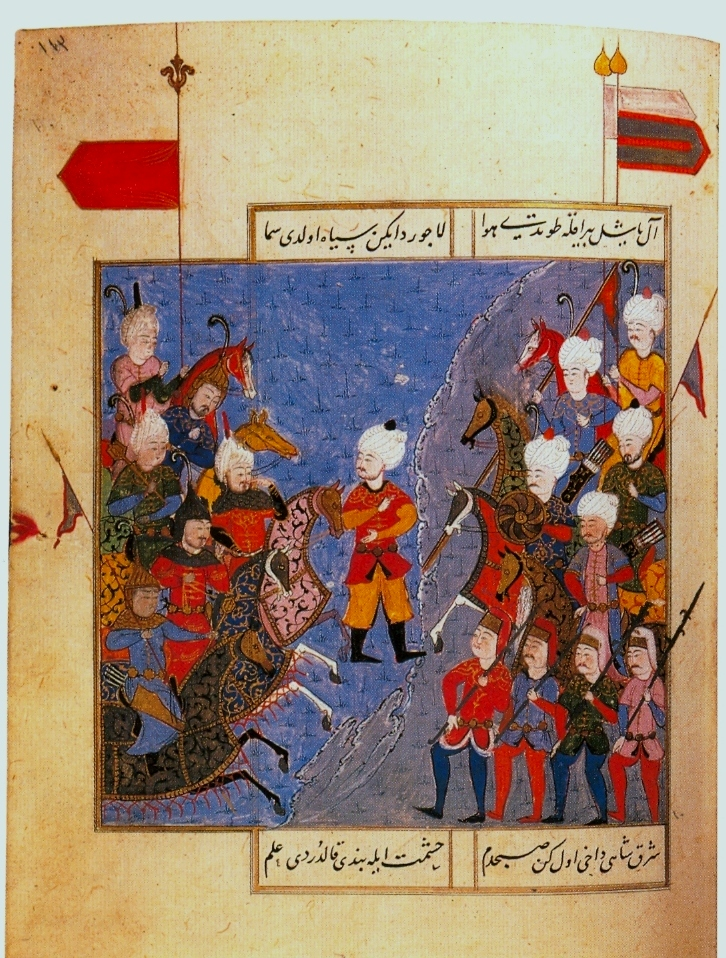
《셀림나메》에 그려진 찰디란 전투

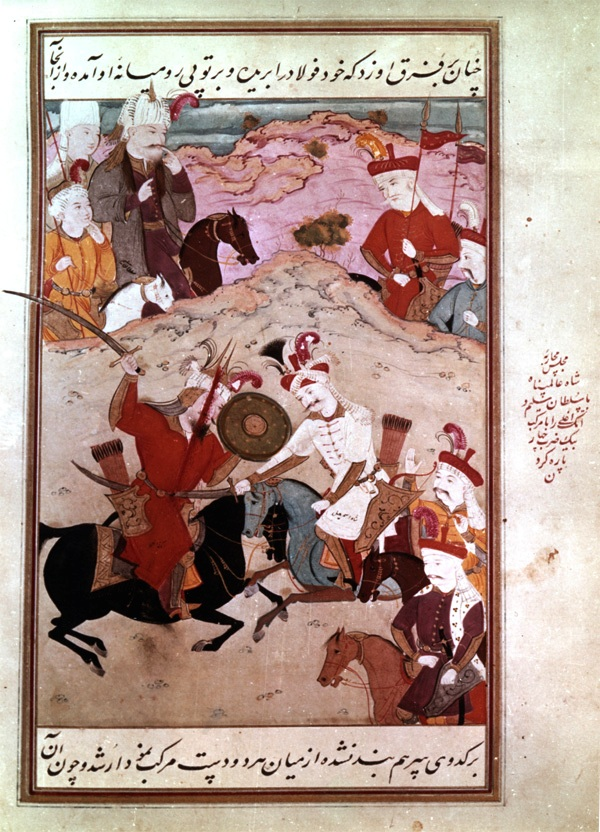
이스마일 1세가 찰디란 전투에서 오스만 군의 장교 중 한 사람을 죽이고 있다.

셀림이 찰디란에 도착한 것은 1514년 8월 22일이었다. 전투는 그 다음날인 8월 23일에 일어났다.
오스만 제국의 전략에 능통했던 무함마드 칸 우스타즐루와 누르알리 칼리파는 셀림의 군대가 도착하자 마자 단박에 공격하라고 이스마일에게 조언했다. 하지만 이스마일 그 자신과 두르미쉬 칸 샴루가 준비되지 않은 적을 급습하는 것은 비겁한 이들이나 하는 짓이라며 그들을 꾸짖고 그들의 조언을 받아들이기를 거부했다. 이 덕분에 오스만 제국군은 전투 준비를 할 시간 하루를 벌 수 있었다.
오스만군은 포병대와 화기로 무장한 몇 천 명의 예니체리를 수레 뒤에 배치했다. 사파비조는 기병을 이용해 오스만군의 주의를 사로잡았다. 사파비군은 오스만군의 양익을 공격해 중앙에 있는 포병대의 공격을 피하려 했다. 이스마일의 기병들이 맹렬히 돌격했고, 가장 앞에 서있던 오스만 제국의 징집병들을 돌파, 좌익을 격파한 뒤 방향을 틀어 예니체리와 셀림이 있는 오스만 군대의 중앙부로 공격해들어갔다. 그러나 그들은 수레의 뒤에 단단히 버티고 있는 예니체리에게 큰 피해를 입었고 오스만의 우익은 승리를 거두었으며, 사파비조의 예상과 달리 오스만의 포병대는 잘 훈련되어 있었기 때문에 사파비군은 재앙에 가까운 피해를 입었다. 이 전투에서 이스마일은 총상을 입은 뒤에 포로가 되지 않기 위해 도망쳐야 했었다. 이때 그의 곁에는 고작 300여 명 밖에 없었다.
선진화된 오스만군이 전투에 있어서 결정적인 역할을 했던 반면에 전통적인 무장의 사파비 군대는 궤멸적인 피해를 입었다.(사파비조가 화승총을 사용했다는 기록 중 가장 오래된 것은 1515년의 것이다) 사파비 군대는 장기적인 계획이 없었던 데다가 오스만 군대와 달리 훈련도도 크게 떨어졌다. 뿐만 아니라 이스마일은 지나치게 오만했고, 장군들은 무능했으며, 키질바시들은 내분 중이었다.
전투 자체는 오스만 제국의 승리로 끝이 났으나, 양측 군세 모두가 큰 피해를 입은 상태였다.

## 결과
오스만조는 전투의 승리로부터 2주 뒤에 일시적으로 사파비조의 수도인 타브리즈를 점령했으나, 1주일 만에 떠났다.(9월 13일) 셀림은 이스마일을 끝장내기 위해 타브리즈에서 겨울을 보내자고 장교들을 설득했으나, 실패했다. 장교들의 요구 때문에 셀림은 군대를 이끌고 이스마일의 군대가 황폐화시킨 영역을 지나서 귀환해야 했다.
찰디란 전투의 결과는 오스만 제국 내부 시아파의 반란을 종결시키는 결과를 불러왔다. 또, 이스마일은 에르진잔에서 디야르바크르에 이르는 아나톨리아 동부, 이라크 북방 등을 오스만 제국에 빼앗겼다. 이스마일의 키질바시 수령들은 오스만조에 대한 저항을 멈추고 항복했다. 특히 쿠르드계 베이들이 많이 배신했다. 셀림은 이 흐름을 더 크게 일으키기 위해서 쿠르드인들의 상속권을 보장해 주었다. 반면 이스마일은 전쟁 중에 오스만 제국에 협조한 백양조 군주들을 추방했다.
이스마일은 찰디란에서의 패배 이후 완전히 변했다. “그의 자부심과 오만은 절망과 실의로 변했다.” 이스마일은 이 이후 검은 옷과 터번만을 착용하고 부하들도 똑같이 하게끔했다. 그의 지휘력 역시 어두워졌다. 더 심각한 문제는 이스마일에 대한 키질바시 집단의 믿음이 무너져 내린 것이다. 그들은 다시 믿지 못할 호족이 되었고, 그들 자신과 그 부족의 이익만을 신경쓰기 시작했다.
그러나 사파비 제국에 있어서 찰디란 전투의 패배와 이스마일의 변화가 나쁘게만 작용하지는 않았다. 이스마일은 이후 행정을 재정비하고 시아파 교리에서 신비적인 예식을 제거하였으며 아들 타흐마스프의 교육에 참여하였다. 행정의 재정비는 키질바시 수장들과 타지크 지주 귀족 사이의 균형을 이루는 것이 목표였으나, 그 범위가 제한적인데다가 제대로 실시되지도 못 했다. 군사적 개혁도 뒤따랐다. 이스마일의 아들 타흐마스프 1세는 찰디란에서의 충격 때문에 이후의 전투들에서 대포를 사용하기 시작했다.
1515년 봄, 셀림은 다시 출정했으나, 그 대상은 페르시아가 아닌 둘카디르 왕조의 알라 알다울라를 향한 것이었다. 알라 알다울라는 이집트의 술탄에 충성을 바쳤고, 셀림의 동부 원정에 부정적인 의향을 내비쳤다. 그 해 6월, 둘가드르 공국은 정복당했다. 이 이후 셀림은 페르시아 원정을 포기하고 맘루크 술탄국과 싸웠다.(오스만-맘루크 전쟁)

## 같이 보기
- 시파히